# Konzervativní strana Kanady
Konzervativní strana Kanady (anglicky: Conservative Party of Canada; francouzsky: Parti conservateur du Canada) je kanadská politická strana, která vznikla v prosinci 2003 sloučením dvou stran, Kanadské Aliance a Progresivněkonzervativní strany Kanady. Od 6. února 2006, byla pak členem vlády a její předseda, Stephen Harper, byl jejím premiérem. 14. září 2018 se od ní odtrhla Lidová strana Kanady vedená Maximem Bernierem.

## Volební výsledky
| Volby | Lídr             | Počet hlasů | %     | Počet mandátů | Změna | Postavení       |
| ----- | ---------------- | ----------- | ----- | ------------- | ----- | --------------- |
| 2004  | Stephen Harper   | 4 019 498   | 29,63 | 99/308        | +21   | opozice         |
| 2006  | Stephen Harper   | 5 374 071   | 36,27 | 124/308       | +25   | menšinová vláda |
| 2008  | Stephen Harper   | 5 209 069   | 37,65 | 143/308       | +19   | menšinová vláda |
| 2011  | Stephen Harper   | 5 832 401   | 39,62 | 166/308       | +23   | většinová vláda |
| 2015  | Stephen Harper   | 5 578 101   | 31,89 | 99/338        | -67   | opozice         |
| 2019  | Andrew Scheer    | 6 239 227   | 34,4  | 121/338       | +22   | opozice         |
| 2021  | Erin O'Toole     | 5 747 410   | 33,74 | 119/338       | -2    | opozice         |
| 2025  | Pierre Poilievre | 8 099 549   | 41,27 | 144/343       | +25   | opozice         |